# Klazienaveen
Klazienaveen est un village situé dans la commune néerlandaise d'Emmen, dans la province de Drenthe. Le 1er janvier 2007, le village comptait 11 853 habitants.

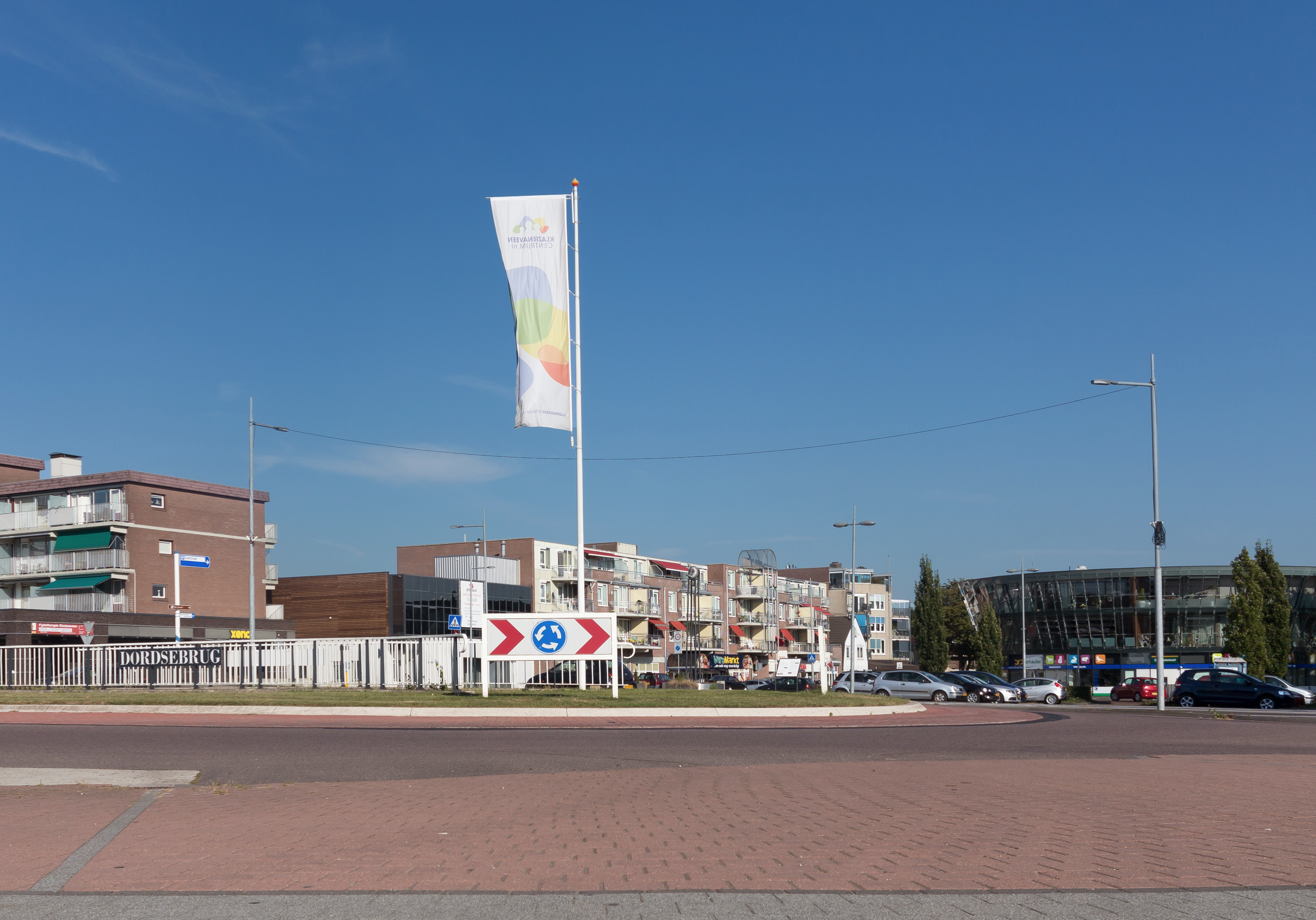
le carrefour giratoire: Van Echtenskanaal Noordzijde-Dordsedijk

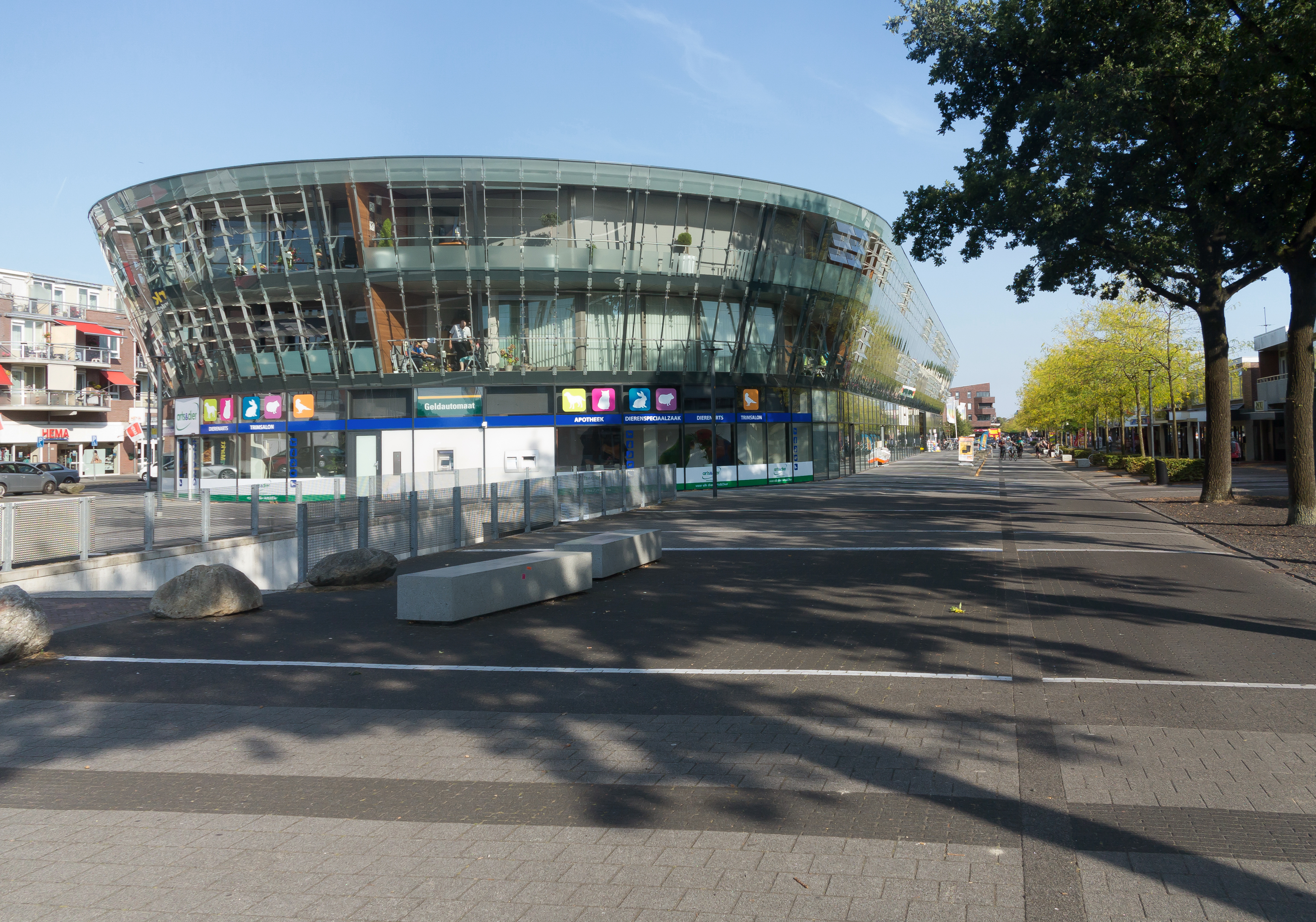
Le centre commercial: 't Schip